# Diecéze Alabanda
Diecéze Alabanda je titulární diecéze římskokatolické církve.

## Historie
Alabanda, ztotožnitelná s Araphisar-Hosar v dnešním Turecku, je starobylé biskupské sídlo nacházející se v někdejší římské provincii Kária. Bylo součástí konstantinopolského patriarchátu a sufragánnou arcidiecéze Stauropolis.
Prvním známým biskupem je Theodoretus, který se roku 451 zúčastnil chalkedonského koncilu. Poté jsou známi dva monofyzitičtí biskupové: Zeuxis, kterého roku 519 sesadil císař Justinián I., a Iulianus zmíněný jednak roku 558 při svém svěcení a později ještě roku 568.
Dále známe biskupa Constantina, který se roku 692 zúčastnil trullské synody, dalšího Constantina, účastníka druhého nikajského koncilu r. 787, a Ioannesa, jenž se zúčastnil čtvrtého konstantinopolského koncilu. Ze zachovaných nápisů jsou známi biskupové Sabas (9.–10. století) a Niceforus (11. století), a také biskup neznámého jména z 11. století.
Dnes je využívána jako titulární biskupské sídlo; v současnosti nemá svého titulárního biskupa.

## Seznam biskupů
- Theodoretus (zmíněn roku 451)
  - Zeuxis (zmíněn roku 519) (monofyzitický biskup)
  - Iulianus (zmíněn roku 558 a 568) (monofyzitický biskup)
- Constantinus (zmíněn roku 692)
- Constantinus (zmíněn roku 787)
- Ioannes (zmíněn roku 879)
- Sabas (9.–10. století)
- Niceforus (11. století)
- Neznámý (11. století)

## Seznam titulárních biskupů
- William Dominic O’Carroll, O.P. (1874–1880)
- Rocco Leonasi (1882–1883)
- Giuseppe Francica-Nava di Bontifé (1883–1889)
- Nicola Lorusso (1890–1891)
- John Brady (1891–1910)
- Giuseppe Lang (1915–1924)
- François Chaize, M.E.P. (1925–1949)
- José María García Graín, O.P. (1949–1959)
- Michel Ntuyahaga (1959–1959)
- James William Malone (1960–1968)